# Stráň (Potůčky)
Stráň (in tedesco Ziegenschacht) è una frazione di Potůčky, città ceca dell'omonimo distretto, nell'omonima regione.

## Geografia fisica
Nel villaggio sono state registrate 25 abitazioni, nelle quali vivono 12 persone.
Altri comuni limitrofi sono Jugel, Henneberg e Potůčky ad ovest, Neuoberhaus, Johanngeorgenstadt, Neuer Anbau, Breitenbrunn, Berggut, Schimmel, Rittersgrün e Breitenhof a nord, Luhy, Podlesí e Háje ad est e Horní Blatná, Nové Hamry e Pernink a sud.